# Schrei
Schrei este albumul de debut al formației germane Tokio Hotel. În 2006, ei au lansat parțial re-înregistrarea și versiunea extinsă, Schrei- so laut du kannst. Albumul a apărut doar în Germania, Italia, Franța, Canada și Japonia. Inițiala editiție limitată a venit cu un DVD bonus care conținea videoclipul pentru "Durch den Monsun", incluzând realizarea lui "Durch den Monsun", un interviu, și o galerie foto.
Deoarece vocea vocalistului Bill Kaulitz s-a schimbat cu pubertatea, trupa a reînregistrat cântecele "Schrei", "Rette mich", și "Der Letzte Tag". Doar versiunea lui "Schrei (so laut du kannst)" care  fost vândută în Germania conținea reînregistrarea versiunii lui "Schrei", "Rette mich", "Der Letzte Tag", și versiunile acustice ale lui "Schrei" și "Durch den Monsun".
"Schrei" s-a vândut în peste 1.500.000 de copii în lumea întreagă în timp ce "Schrei (so laut du kannst)" s-a vândut în 100.000 de copii pe plan mondial.

## Lista pieselor
| Nr. | Titlu                                                         | Muzică                                                          | Lungime |  |
| 1.  | „Schrei”                                                      | Dave Roth, David Jost                                           | 3:17    |  |
| 2.  | „Durch den Monsun”                                            | Bill Kaulitz, Dave Roth, David Jost, Pat Benzer, Peter Hoffmann | 3:56    |  |
| 3.  | „Leb die Sekunde”                                             | Bill Kaulitz, Dave Roth, David Jost, Pat Benzer                 | 3:45    |  |
| 4.  | „Rette mich”                                                  | Dave Roth, David Jost, Pat Benzer                               | 3:42    |  |
| 5.  | „Freunde bleiben”                                             | Dave Roth, David Jost, Pat Benzer                               | 3:42    |  |
| 6.  | „Ich bin nich' ich”                                           | Bill Kaulitz, Dave Roth, David Jost                             | 3:48    |  |
| 7.  | „Wenn nichts mehr geht”                                       | Bill Kaulitz, Dave Roth, David Jost, Pat Benzer                 | 3:53    |  |
| 8.  | „Laß uns hier raus”                                           | Tokio Hotel, Dave Roth, David Jost, Pat Benzer                  | 3:06    |  |
| 9.  | „Gegen meinen Willen”                                         | Tokio Hotel, Dave Roth, David Jost, Pat Benzer                  | 3:36    |  |
| 10. | „Jung und nicht mehr jugendfrei”                              | Tokio Hotel, Dave Roth, David Jost                              | 3:22    |  |
| 11. | „Der letzte Tag”                                              | Bill Kaulitz, Dave Roth, David Jost, Pat Benzer                 | 3:04    |  |
| 12. | „Unendlichkeit”                                               | Tokio Hotel                                                     | 2:29    |  |
| 13. | „Monsun o Koete” (モンスーンを越えて ) (Japanese bonus track) | Remixed by Grizzly                                              | 4:07    |  |

### Schrei (so laut du kannst)
| Nr. | Titlu                                              | Muzică                                                          | Lungime |  |
| 1.  | „Schrei”                                           | Dave Roth, David Jost                                           | 3:17    |  |
| 2.  | „Durch den Monsun”                                 | Bill Kaulitz, Dave Roth, David Jost, Pat Benzer, Peter Hoffmann | 3:56    |  |
| 3.  | „Leb die Sekunde”                                  | Bill Kaulitz, Dave Roth, David Jost, Pat Benzer                 | 3:45    |  |
| 4.  | „Rette mich” (video version)                       | Dave Roth, David Jost, Pat Benzer                               | 3:49    |  |
| 5.  | „Freunde bleiben”                                  | Dave Roth, David Jost, Pat Benzer                               | 3:43    |  |
| 6.  | „Ich bin nich' ich”                                | Bill Kaulitz, Dave Roth, David Jost                             | 3:48    |  |
| 7.  | „Wenn nichts mehr geht”                            | Bill Kaulitz, Dave Roth, David Jost, Pat Benzer                 | 3:53    |  |
| 8.  | „Laß uns hier raus”                                | Tokio Hotel, Dave Roth, David Jost, Pat Benzer                  | 3:06    |  |
| 9.  | „Gegen meinen Willen”                              | Tokio Hotel, Dave Roth, David Jost, Pat Benzer                  | 3:36    |  |
| 10. | „Jung und nicht mehr jugendfrei”                   | Tokio Hotel, Dave Roth, David Jost                              | 3:22    |  |
| 11. | „Der letzte Tag”                                   | Bill Kaulitz, Dave Roth, David Jost, Pat Benzer                 | 3:14    |  |
| 12. | „Unendlichkeit”                                    | Tokio Hotel                                                     | 2:26    |  |
| 13. | „Beichte”                                          | Dave Roth, David Jost, Pat Benzer                               | 3:33    |  |
| 14. | „Schwarz”                                          | Dave Roth, David Jost, Pat Benzer, Peter Hoffmann               | 3:20    |  |
| 15. | „Thema nr. 1 - demo 2003”                          | Tokio Hotel, David Jost                                         | 3:13    |  |
| 16. | „Schrei” (acoustic) (France bonus track)           | Dave Roth, David Jost                                           | 3:19    |  |
| 17. | „Durch den Monsun” (acoustic) (France bonus track) | Bill Kaulitz, Dave Roth, David Jost, Pat Benzer, Peter Hoffmann | 3:59    |  |

## Release history
| Country  | Date               | Version  |
| -------- | ------------------ | -------- |
| Germania | 19 septembrie 2005 | Original |
| Franța   | 11 noiembrie 2005  | Original |
| Germania | 24 martie 2006     | Reissue  |
| Japonie  | 24 mai 2006        | Original |
| Franța   | 11 septembrie 2006 | Reissue  |
| Italia   | 5 octombrie 2006   | Reissue  |
| Canada   | 25 martie 2008     | Original |

## Charts, sales and certifications
| Charts                | Peak position |
| --------------------- | ------------- |
| Austrian Albums Chart | 1             |
| Belgian Albums Chart  | 28            |
| Dutch Albums Chart    | 70            |
| Finnish Albums Chart  | 36            |
| French Albums Chart   | 12            |
| German Albums Chart   | 1             |
| Spanish Albums Chart  | 78            |
| Swiss Albums Chart    | 3             |

| Regiune | Certificări | Vânzări    |
| --- | ----------- | ---------- |
| Austria (IFPI Austria)                                                                                     | 2× Platinum |            |
| Germania (BVMI)                                                                                            | 3× Gold     | 300.000^   |
| Ungaria (Mahasz)                                                                                           | Gold        |            |
| Romania | Gold        | 2,000      |
| Sumar |             |            |
| Europa (IFPI)                                                                                              | Platinum    | 1.000.000* |
| Worldwide                                                                                                  |             | 1,500,000  |
| *cifrele de vânzări sunt bazate pe un singur certificat ^cifrele cargo sunt bazate pe un singur certificat |             |            |

## Personnel
| Performance credits - Bill Kaulitz - lead vocals, additional keyboard - Tom Kaulitz - guitars, piano, voce de fundal - Georg Listing - chitară bas, keyboards, synthesizers, voce de fundal - Gustav Schäfer - drums, percussion | Technical credits - Production: Patrick Benzner, Dave Roth, David Jost - Mixing: Patrick Benzner, Dave Roth - Mastering: Gateway Mastering - Photography (Schrei): Sascha Pierro - Photography (Schrei - so laut du kannst): Olaf Heine - Cover design: Dirk Rudolph |